# كارل بلوك
كارل بلوك (بالسويدية: Carl Block)‏ هو فيقار سويدي، ولد في 12 فبراير 1874، وتوفي في 6 أكتوبر 1948 في غوتنبرغ في السويد.